# Peter Walter
Peter Walter sinh ngày 5.12.1954, là nhà sinh học phân tử và nhà hóa sinh người Mỹ gốc Đức.

## Cuộc đời và sự nghiệp
Peter Walter sinh tại Tây Berlin, Đức. Ông đậu bằng cử nhân hóa học ở Đại học Tự do Berlin, sau đó được một học bổng sang học ở Hoa Kỳ và đậu bằng thạc sĩ hóa học hữu cơ ở Đại học Vanderbilt, cùng bằng tiến sĩ hóa sinh ở Đại học Rockefeller. Hiện nay ông làm giáo sư và Trưởng Phân ban Hóa sinh và Lý sinh ở Đại học California tại San Francisco.
Khi làm luận án tiến sĩ ở Phòng thí nghiệm của tiến sĩ Günter Blobel, Peter Walter đã phát hiện ra rằng các protein tiết ra được nhận dạng và nhắm vào mạng lưới nội chất bởi hạt nhìn nhận tín hiệu (signal recognition particle) trong các tế bào có nhân điển hình (eukaryotic cells).
Phòng thí nghiệm của Walter ở Đại học California tại San Francisco đã tiến hành việc nghiên cứu protein folding (sự gập lại protein) và protein targeting (sự nhắm vào protein), tập chú vào hạt nhìn nhận tín hiệu (mà ông đã nhận ra và mô tả đặc tính của nó vài năm trước đây khi làm nghiên cứu như sinh viên đã tốt nghiệp dưới sự hướng dẫn của Günter Blobel ở Đại học Rockefeller). Peter Walter đã phát hiện ra một vòng lặp thông tin phản hồi bên trong tế bào được gọi là "phản ứng protein mở ra" (unfolded protein response). Các tế bào cần số kượng chính xác mạng lưới nội chất (ER) để gập lại hoàn toàn các protein mới. Nếu có quá ít "mạng lưới nội chất", thì các protein gập lại không chính xác sẽ tích lũy, gây ra một đường truyền tín hiệu giữa mạng lưới nội chất và hạt nhân sản xuất nhiều mạng lưới nội chất hơn để tăng khả năng làm cho các protein có thể được gập lại thích đáng. Nếu vòng lặp thông tin phản hồi không hoạt động và những protein bị gập lại không chính xác tích lũy bên trong mạng lưới nội chất, thì tế bào sẽ tự tử. Phòng thí nghiệm của Walter đã xác định được 3 gen chính tham gia vào các phản ứng protein mở ra.
Peter Walter là nhà nghiên cứu của Viện Y học Howard Hughes  và là thành viên của Viện hàn lâm Khoa học quốc gia Hoa Kỳ.

## Tác phẩm
- đồng tác giả Molecular Biology of the Cell (Sinh học phân tử của tế bào), nay đã được in lần thứ 5 (viết chung với Bruce Alberts, Alexander Johnson, Julian Lewis, Martin Raff, Keith Roberts).
- đồng tác giả Essential Cell Biology 3. Auflage. New York 2009

## Giải thưởng và Vinh dự
- 1988: Giải Eli Lilly về Hóa Sinh của Hội Hóa học Hoa Kỳ
- 1988: Giải Passano
- 2002: Viện sĩ Viện hàn lâm Khoa học và Nghệ thuật Hoa Kỳ
- 2004: Viện sĩ Viện hàn lâm Khoa học quốc gia Hoa Kỳ
- 2004: Thành viên Tổ chức Sinh học phân tử châu Âu
- 2005: Giải Wiley
- 2006: Viện sĩ Viện hàn lâm Khoa học Leopoldina Đức
- 2009: Giải quốc tế Quỹ Gairdner của Canada
- 2009: Huy chương Edmund B. Wilson
- 2011: Huy chương Otto Warburg (Đức)
- 2012: Giải Paul Ehrlich và Ludwig Darmstaedter